# Jared Irwin
Jared Irwin (Contea di Anson, 1750 – Sandersville, 1º marzo 1818) è stato un politico e militare statunitense, 22º governatore della Georgia.

## Biografia

### Carriera militare
Nacque nel 1750 nell'allora contea di Anson, in Carolina del Nord  (in seguito vaste porzioni, tra cui la zona nativa di Irwin, si staccarono per formare la nuova contea di Mecklenburg). In seguito, nel 1757, gli Irwin si trasferirono in Georgia, nella conta di Burke.
Arruolatosi nell'esercito continentale durante la guerra d'indipendenza americana, raggiunse presto il grado di colonnello. Nel 1784 ricevette come ricompensa del suo servizio vaste proprietà nella contea di Washington, sposandosi e divenendo padre di almeno tre figlie. Dopo essersi congedato dall'esercito divenne brigadier generale della milizia della Georgia, e come tale si occupò di reprimere assieme a John Twiggs la rivolta del generale Elijah Clarke nel 1794.

### Carriera politica

#### Primo mandato governatoriale
Già nel 1787 era stato tra i ratificatori della costituzione degli Stati Uniti, ma fu attivo a tempo pieno in politica solo dal 1790, unendosi successivamente al Partito Democratico-Repubblicano.
Nel 1796, in seguito allo scandalo dello Yazoo e alla caduta del governatore George Mathews, l'Assemblea georgiana elesse Irwin nuovo governatore. Dietro pressione del senatore James Jackson (poi suo successore), Irwin si affrettò ad annullare l'ufficialità dello Yazoo Act, cancellandolo con la firma del Rescinding Act e bruciandone una copia in pubblica piazza come atto dimostrativo.
Si occupò inoltre di finanziare la ricostruzione dell'ancora semi-distrutta Savannah (sia dalla guerra che da un recente incendio) tassando il fiorente commercio degli schiavi, e trasferì la capitale statale da Augusta a Louisville.

#### Secondo mandato governatoriale
Dopo la fine del suo mandato nel 1798 Irwin continuò a servire nelle varie legislature georgiane, divenendo poi presidente del Senato statale.
Nel 1806, dopo le dimissioni del governatore John Milledge, divenne nuovamente governatore per terminare il suo mandato (facendosi poi rieleggere fino al 1809). Durante il suo secondo mandato avvenne un nuovo trasferimento di capitale, stavolta da Louisville a Milledgeville.

### Morte ed eredità
Dopo il termine del suo secondo mandato si ritirò a vita privata, morendo nel 1818.
In suo onore sono nominate la contea di Irwin e le città di Irwinville e Irwinton.